# Kings of the Wild Frontier
Kings of the Wild Frontier (Reyes de la frontera salvaje en Español) es el segundo álbum de la banda inglesa de new wave Adam & the Ants. Fue lanzado en noviembre de 1980 por CBS Records International. Este álbum introdujo el sonido "Burundi beat" a la música popular.
El álbum fue incluido en la lista 1001 Álbumes que debes oír antes de morir, y fue confirmado en la edición del 2018. En el 2020 fue ubicado en el puesto 64 de los mejores 80 álbumes de 1980, por la revista Rolling Stone.

## Contenido

### Portada
La cubierta del álbum muestra a Adam Ant con una franja de pintura blanca sobre su nariz, atravesando sus mejillas, vestido como un marino británico del siglo XVIII, con los brazos levantados hacia atrás. Aparece el nombre de la banda y del álbum en letras rojas. 
La foto fue tomada por el fotógrafo Pete Ashworth, quien escribió al respecto lo siguienteː

"el 5 de agosto de 1980, con anterioridad a su primera ranura arriba del Revienta, Adam Hormiga conseguía la banda junto en una habitación de ensayo pequeña en Brixton para crear una prueba de vídeo. Disparando stills de la pantalla de monitor durante el rendimiento de banda produjo algunas imágenes potentes. Dos días más tarde un repetir brote del registro de vídeo, en un blacked-fuera estudio, produjo la imagen de manga..."

## Legado
King of the Wild Frontier fue incluido en el libro 1001 Álbumes  Tienes que Oír Antes de que Mueras. Es también uno de veinte CDs en la caja de Álbumes británica Grande pone liberada por Sony Registros en 2012.
Todas las canciones escritas y compuestas por Adam Ant and Marco Pirroni. 
| Side A |                        |          |  |
| N.º    | Título                 | Duración |  |
| 3.     | «Ants Invasion»        |          |  |
| 16.    | «Feed Me to the Lions» |          |  |
| 18.    | «Dog Eat Dog»          |          |  |

| Side B |                              |          |  |
| N.º    | Título                       | Duración |  |
| 3.     | «Making History»             |          |  |
| 16.    | «Don't Be Square (Be There)» |          |  |
| 18.    | «Kings of the Wild Frontier» |          |  |

| 2004 reissue bonus tracks |                                   |          |  |
| N.º                       | Título                            | Duración |  |
| 1.                        | «Antmusic (Alternative Mix)»      |          |  |
| 9.                        | «Omelette from Outerspace (Demo)» |          |  |